# Friedrich Witte (Ingenieur)
Friedrich Witte (* 23. Februar 1900 in Hannover; † 25. Dezember 1977 in Bückeburg) war ein deutscher Eisenbahningenieur und zuletzt Vizepräsident des Bundesbahn-Zentralamtes. Bekannt geworden sind die nach ihm benannten schmalen Windleitbleche an Dampflokomotiven.

## Werdegang
Friedrich Witte, Sohn eines Schrankenwärters aus Göttingen, interessierte sich schon in seiner Jugend für Dampflokomotiven. Er studierte von 1919 bis 1923 Maschinenbau an der Technischen Hochschule Hannover. Seit 1921 war er dort Assistent am Lehrstuhl für allgemeinen Maschinenbau und Dampfmaschinen. Ab 1926 war er bei der Reichsbahndirektion Hannover beschäftigt. Später wechselte er ins Reichsbahn-Zentralamt nach Berlin und wurde dort wissenschaftlicher Hilfsarbeiter des Dezernenten für die Bauart der Dampf- und Öllokomotiven, Richard Paul Wagner. Wagner förderte die Publikationstätigkeit des jungen Ingenieurs Witte zunächst. Später hingegen gerieten sie in Konflikt, da Witte eigene Ideen zu entwickeln begann. Witte ließ sich versetzen und wurde 1934 Leiter des Maschinenamtes Berlin Potsdamer Bahnhof. Nach drei Jahren stieg er zum Dezernenten für die maschinelle Ausrüstung von Bahnanlagen bei der Reichsbahnbaudirektion auf. Auch aus dieser Position heraus mischte er sich weiter in die deutsche Dampflokomotiv-Entwicklung ein und konnte überdies wichtige Kontakte knüpfen, unter anderem zum Generalbauinspektor für die Reichshauptstadt Albert Speer. Nach der Ernennung Speers am 8. Februar 1942 zum Reichsminister für Bewaffnung und Munition organisierte er die Lokomotivbeschaffung der Reichsbahn neu. Im Oktober 1942 trat Witte die Nachfolge Wagners als Dezernent für Dampflokkonstruktion im Eisenbahn-Zentralamt an.

## Wirken

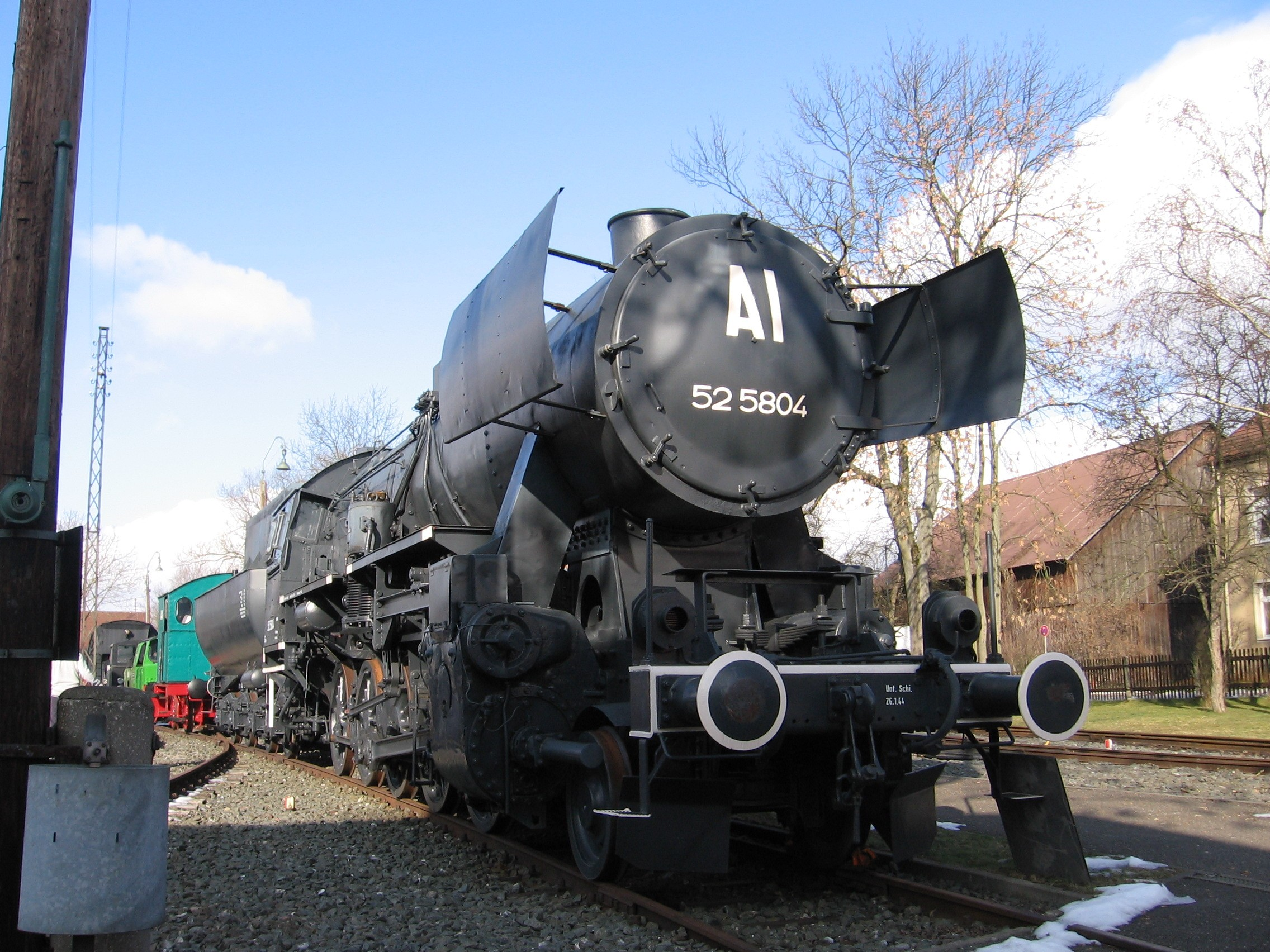
Museumslokomotive Baureihe 52 in Kriegsausführung mit Windleitblechen der Bauart Witte

Erste wichtige Aufgabe Wittes als Bauartdezernent war die Ableitung der Kriegsbaureihe 52 aus der Baureihe 50 während der laufenden Produktion. Seine Aufgabe war dabei insbesondere die Vertretung der Belange der Reichsbahn gegenüber Gerhard Degenkolb, dem machtbewussten, aber im Lokomotivbau wenig bewanderten Leiter des zuständigen „Hauptausschusses für Schienenfahrzeuge“ im Reichsministerium für Bewaffnung und Munition. Erstmals bei einer Lok für eine deutsche Staatsbahn wurde bei der Baureihe 52 umfangreich, insbesondere bei Kessel und Rahmen, von der material- und arbeitzeitsparenden Schweißung der Teile anstelle der Nietverbindung Gebrauch gemacht. Um unter der Materialnot der Kriegsverhältnisse noch weiter Stahl zu sparen, entfielen anfangs die Windleitbleche bei den Kriegslokomotiven. Durch den nicht vom Führerhaus abgeleiteten Rauch verschlechterte sich aber die Streckensicht des Lokpersonals. Witte ließ daraufhin kleinere, im Vergleich zum Windleitblech der Bauart Wagner weniger material- und fertigungsintensive Windleitbleche direkt an der Rauchkammer befestigten.
Friedrich Witte strebte schon 1937 bei den ersten Entwürfen für die Baureihe 23 einen Kessel mit Verbrennungskammer und die Achsfolge 1'C1' an, was jedoch vom seinerzeitigen Bauartdezernenten Richard Paul Wagner beharrlich abgelehnt wurde. Die deutschen Hersteller hatten aber bereits Erfahrung im Bau von Verbrennungskammern bei für den Export vorgesehenen Lokomotivkesseln.
Im März 1945 setzten sich die Mitarbeiter des Reichsbahn-Zentralamts von Berlin ab, um dem drohenden Einschluss zu entgehen. Sie richteten sich im RAW Göttingen notdürftig ein. Die Akten, welche noch gerettet werden konnten, wurden in mehreren Güterwagen überführt. Bei der Reichsbahn in Westdeutschland übernahm Friedrich Witte 1948 die Leitung der Lokomotivbau- und Einkaufsabteilung, die in Minden neu entstand. Er leitete weiterhin die Beschaffung neuer Dampflokomotiven. Den größten Bedarf hatte die 1949 gegründete Deutsche Bundesbahn bei Personenzuglokomotiven als Ersatz für die Preußische P8. Hier setzte Friedrich Witte die Bauform einer 1'C1' h2-Lokomotive mit Verbrennungskammer durch, welche er bereits 1937 projektiert hatte. So wurde schon 1950, angelehnt an einen Entwurf der Firma Berliner Maschinenbau AG vormals L. Schwartzkopff aus der Zeit um 1940 als erste Neubaulokomotive die DB-Baureihe 23 gebaut.
1957 erfolgte die Ernennung zum Vizepräsidenten des Bundesbahn-Zentralamtes in Minden. 1965 ging Witte in den Ruhestand. Beim Eintritt in den Ruhestand wurde ihm das Bundesverdienstkreuz verliehen.
Friedrich Witte entwarf auch ein Beidrückfahrzeug für Rangierbahnhöfe und ein Verfahren zum feuerlosen Abstellen von Dampflokomotiven unter vollem Kesseldruck.

Dampflokomotiven nach den Baugrundsätzen von Friedrich Witte
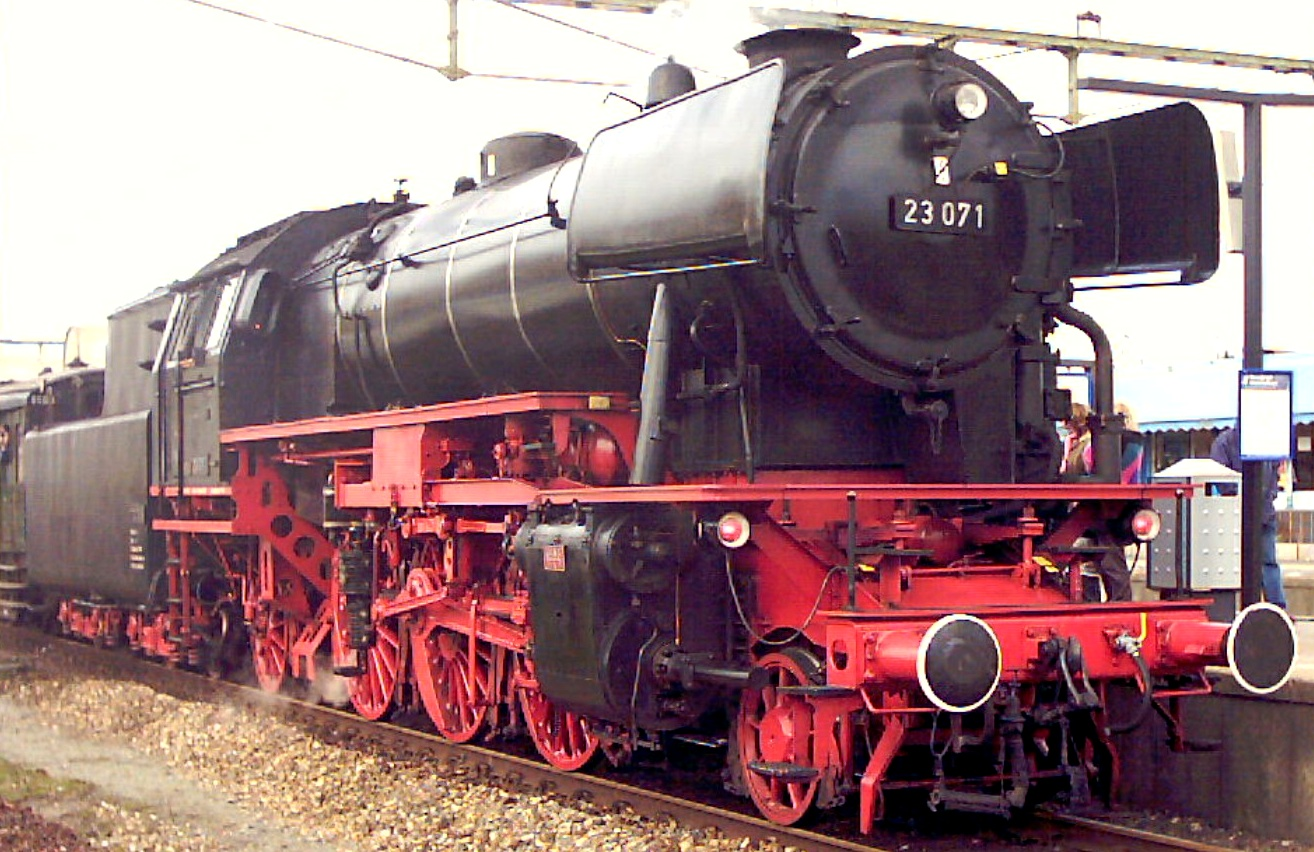
DB-Baureihe 23
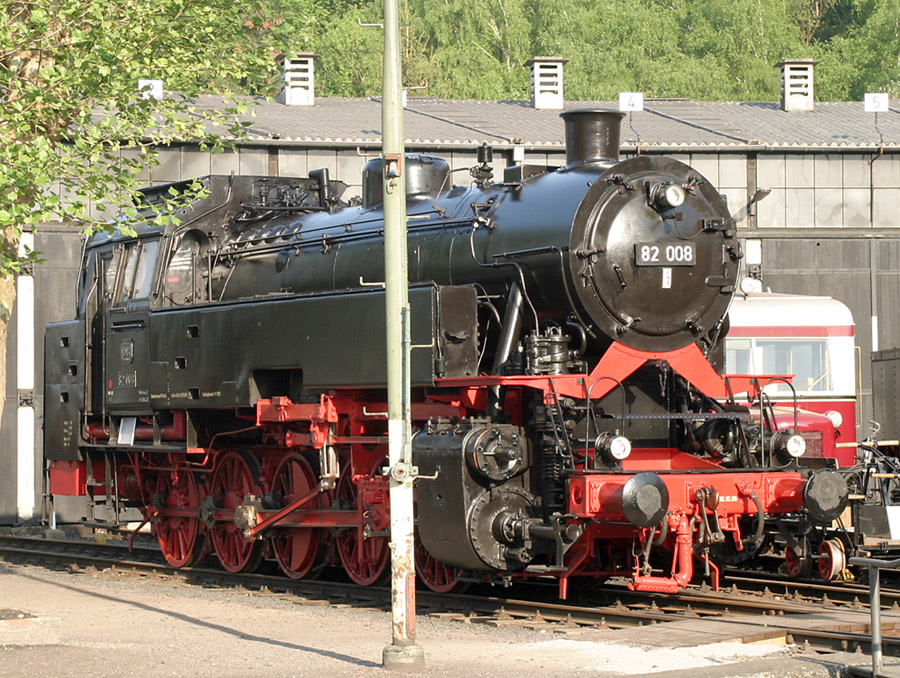
DB-Baureihe 82
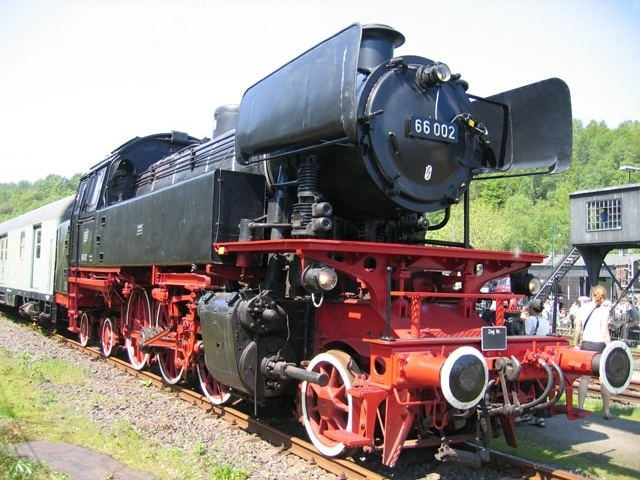
DB-Baureihe 66

## Werke
Friedrich Witte arbeitete an folgenden Büchern mit:
- Leitfaden für den Dampflokomotivdienst. Verkehrswissenschaftliche Lehrmittelgesellschaft, Frankfurt am Main 1957.
- Die Kleinlokomotive im Rangierdienst auf Unterwegsbahnhöfen der Deutschen Reichsbahn. Verkehrswissenschaftliche Lehrmittelgesellschaft bei der Deutschen Reichsbahn, Leipzig 1932.